# Imogen Holst

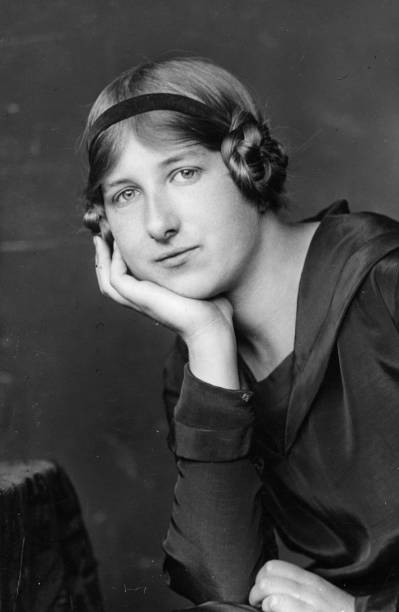
Imogen Holst, 1926

Imogen Claire Holst (* 12. April 1907 in Richmond upon Thames (Surrey); † 9. März 1984 in Aldeburgh, Suffolk) war eine englische Komponistin, Dirigentin, Organisatorin, Musiklehrerin und Musikschriftstellerin.

## Leben
Holst wurde als Tochter des Komponisten Gustav Holst und dessen Ehefrau Isobel Harrison geboren. Ab 1921 besuchte sie die St Paul’s Girls School in Hammersmith, an der ihr Vater Musik unterrichtete. Ab 1926 studierte sie am Royal College of Music in London Komposition und Klavier. Während des Zweiten Weltkriegs arbeitete sie von 1941 bis 1944 als Organisatorin im Council for the Encouragement of Music and the Arts und von 1943 bis 1951 als musikalische Leiterin im Arts Centre in der Dartington Hall School.
1952 ging Holst als Mitarbeiterin von Benjamin Britten nach Aldeburgh und wurde 1956 künstlerische Leiterin des dortigen Festivals. 1953 gründete sie die Purcell Singers, deren Dirigentin sie bis 1967 war. Von ihren Schriften erlangte vor allem die Biographie ihres Vaters größere Bekanntheit. Weitere Bücher von ihr befassen sich mit mittelalterlicher Musik, Volks-, Renaissance- und Barockmusik. Außer über ihren Vater schrieb sie Biographien zu William Byrd, Henry Purcell, Johann Sebastian Bach und Benjamin Britten.
Als Komponistin hinterließ Imogen Holst ein umfangreiches Werk, das sich mit instrumentalen, vokalen und orchestralen Genres befasst. Ebenso vielseitig arbeitete sie als Arrangeurin.

## Arbeit mit Britten
Holst ging 1943 nach Dartington, um eine Musikausbildung zu absolvieren. Schließlich gründete sie dort eine Musikschule. Im Juli 1951 verließ Holst Dartington, um wieder eine freiberufliche Karriere aufzunehmen. Im Herbst 1952 bat der Komponist Benjamin Britten sie nach Aldeburgh zu kommen, um ihm bei seiner Oper Gloriana zu helfen. Dieser Bitte kam sie nach. Sie hatte Britten in den 1940er Jahren in Dartington kennengelernt und schätzte seine Musikalität. „Deine Musik scheint mir das einzig Verlässliche zu sein, was heute passiert“, hatte sie Britten 1942 geschrieben, einige Tage nach ihrem ersten Treffen. Ihr gegenseitiger Respekt führte zu einer echten Freundschaft.

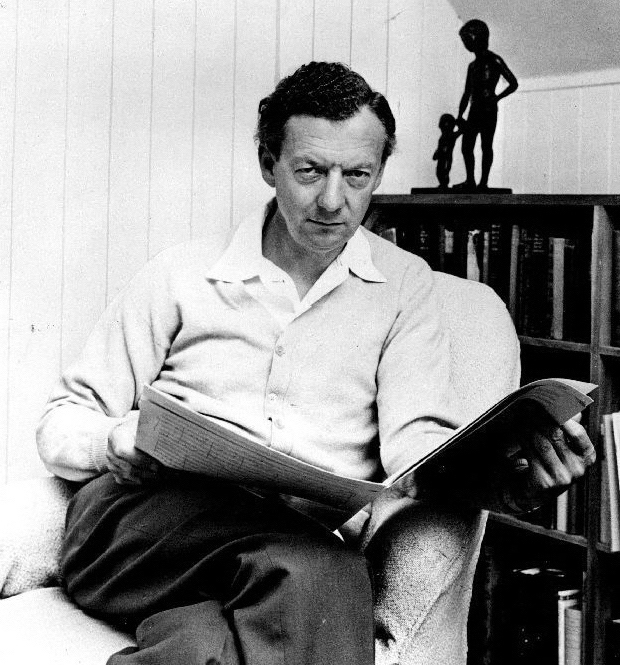
Benjamin Britten

Als Holst zu Britten kam, war die finanzielle Vereinbarung noch sehr vage. Britten bezahlte sie nur stückweise und nicht mit einem regulären Gehalt. Er wusste nicht, dass sie wenig Geld zur Verfügung hatte, da sie ihre Rechte am Nachlass ihres Vaters an ihre Mutter abgegeben hatte. Infolgedessen lebte sie sehr sparsam in Aldeburgh. Ihr Engagement für Britten stand im Vordergrund und in den nächsten zwölf Jahren war ihr Leben um die gemeinsamen Ziele mit Britten herum organisiert.
Während der ersten 18 Monaten in Aldeburgh führte Imogen Holst ein Tagebuch, welches ein Abbild ihres „bedingungslosen Glaubens an Brittens Leistung und Status und ihre absolute Hingabe für seine Arbeit“ zeigt.
In einem früheren Eintrag schreibt sie, dass ein Abend mit Britten „ein Leben lang dauern wird, so ein wunderbarer Abend wie dieser“. Sie machte einige Andeutungen, dass Benjamin Britten sich „genau wie G“ benahm, während sie einfache Aufgaben für Britten übernahm, um ihre Schuld zu lindern, ihren Vater Gustav Holst gegen Ende seines Lebens zumindest aus ihrer Sicht vernachlässigt zu haben.
Musikalisch gesehen vergötterte sie ihren Vater, der den Grundbaustein für die englische musikalische Renaissance gelegt hatte. In Britten sah sie das Genie, „das den Traum ihres Vater zu einem triumphalen Höhepunkt gebracht hatte“.
Holst war aber auch für Brittens Arbeit von großer Bedeutung. Sie kopierte transkribierte Manuskripte und war maßgeblich an der Fertigstellung von Brittens großen Werken beteiligt. Darunter befand sich die Oper Gloriana, welche 1953 Teil der Krönungsfeierlichkeiten sein sollte. Daher übte der kurze Zeitrahmen für das Schreiben der Oper erheblichen Druck auf Holst und Britten aus. Holsts Aufgabe bei der Gloriana war es, Brittens Bleistiftskizzen zu kopieren und die Gesang- und Klavierauszüge vorzubereiten, welche die Sänger bis Februar 1953 für die Proben benötigten. Später half sie Britten auch beim Schreiben der gesamten Orchesterpartitur.
Als Benjamin Britten während der Komposition seines Balletts Der Prinz der Pagoden in die Schweiz musste, begleitete Holst ihn, um an seiner Seite zu bleiben, als er das Werk fertigstellte. Britten widmete das Ballett Holst und der Tänzerin Ninette de Valois.
Des Weiteren veröffentlichten Holst und Britten gemeinsam Musik für Blockflöte in einer Serie von Boosey und Hawkes und sie schrieben ein populäres Einführungsbuch, The Story of Music.
In Holsts „ABC der Musik“ schwärmt Britten in einem von ihm verfassten Vorwort von ihren didaktischen Fähigkeiten. „Imogen Holst […] weiß, wie man das Interesse des Schülers wachhält – nämlich indem sie ernsthaft, doch ohne Pathos, kurzgefasst, doch nicht im Telegrammstil schreibt und den Text mit anschaulichen Vergleichen aus ihrem umfassenden Wissen über die Kunst und das Leben anreichert.“
Imogen Holst lebte für den Rest ihres Lebens in Aldeburgh, teilweise als künstlerische Mitarbeiterin Benjamin Brittens, später aber auch als musikalische Leiterin des Aldeburgh-Festivals von 1956 bis 1977. Dort übernahm sie jegliche Aufgaben und führte beispielsweise die Johannes-Passion von Bach auf, die Britten als die beste beschrieb, die er je gehört hatte.

## Holsts Tätigkeit als Musikschriftstellerin
Imogen Holst verfasste hauptsächlich Musikliteratur und Biografien. Außerdem schrieb sie zwischen 1935 und 1984 Artikel, Broschüren, Essays, Einführungen und Programmnotizen.
Sie schrieb über ihren Vater Gustav Holst, Benjamin Britten, Johann Sebastian Bach, Henry Purcell und William Byrd - diejenigen Komponisten, die ihr persönlich am nächsten waren. Sie edierte Werke von Gustav Holst, arrangierte Musik, schrieb Programmtexte und referierte über ihre Entdeckungen in Archiven und Bibliotheken. Einige ihrer Bücher waren eine Zeit lang Standardwerke in der britischen Musikwelt. „An ABC of Music“, „Tune“, „Conducting a Choir“ und „Gustav Holst: A Biography“ werden auch heute noch gedruckt.
Ausgenommen ihre Arbeit an den Klavierauszügen für Britten ging Imogen Holst jedoch sehr eigenmächtig mit den Quellen ihrer Veröffentlichungen um. Dies lässt sich vor allem an der Herausgabe der Werke ihres Vaters zeigen. Sie wählte selber aus, welche Exemplare sie für würdig erachtete, gedruckt zu werden. Außerdem nahm sie Änderungen im Notentext vor und lehnte Angebote für Aufnahmen ab, wenn ihr die Werke nicht wichtig genug erschienen. Ihre Biografien sind für ihre destruktive Kritik an Gustav Holsts Werken kritisiert worden.
Erst ihr 100. Geburtstag im Jahr 2007 war für viele Musikjournalisten der Beweggrund, sich noch einmal neu mit Holsts vielseitigem Schaffen auseinanderzusetzen. Beispielsweise war dies der Anlass für den Autor Christopher Grogan, eine umfangreiche Biografie über Imogen Holst herauszubringen.

## Holsts Werke

### An ABC of Music
Der Name Imogen Holst war zu ihren Lebzeiten vor allem in Fachkreisen der englischen Musik bekannt. Ein paar ihrer Bücher waren und sind aber auch heute noch Standardwerke der musikalischen Fachliteratur, darunter zählt auch Das ABC der Musik (engl.: An ABC of Music).
„Das ABC der Musik bietet eine grundlegende Einführung in die Sprache der Musik. Mit über 160 Notenbeispielen, zahlreichen Grafiken und Tabellen werden musikalische Formen erklärt, Instrumente in ihrer Entwicklung beschrieben und musikgeschichtliche Traditionslinien gezogen. Hier finde sich alles, was man im musikalischen Unterricht oder für ein erfolgreiches Selbststudium wissen muss.“
Auf ihre Einleitung folgt das musikalische Alphabet mit genaueren Erläuterungen zu musikalischen Klängen, Notation, Phrasen und den Kirchentonarten. Anschließend erklärt Holst etwas zum Rhythmus und Metrum. Danach werden die Themen Spannung und Entspannungen, Kontrapunkt, Akkorde, Verwandtschaft von Tonarten und Harmonisierung aufgegriffen. Es knüpft eine musikalische Zeitreise vom 16. bis hin zum 20. Jahrhundert an, in dem Stile und Formen der Musik im jeweiligen Jahrhundert genauer erklärt werden.

### Gustav Holst: A Biography
Neben dem ABC der Musik schrieb sie zahlreiche Biografien über Komponisten, wobei sie die größte Bekanntheit mit der Biografie über ihren Vater erlangte.
Diese Biografie, Gustav Holst: A Biography, wurde erstmals 1938 bei Faber veröffentlicht und 1969 neu aufgelegt. Im Vergleich zu ihren anderen Biografien hat sie bei dieser Biografie deutlich mehr Aufwand betrieben, um ein vollständiges und umfassendes Bild des Lebens und der Werke von Gustav Holst zu schaffen.
Dessen Komplexität wird besonders deutlich, wenn diese Biografie mit Holsts anderen Biografien verglichen wird. Sie veröffentlichte in der Serie „Great Composers“ zahlreiche Biografien, zum Beispiel über Johann Sebastian Bach, Benjamin Britten und William Byrd, welche aber deutlich weniger umfangreich sind. Allein die Seitenanzahlen der Werke deuten auf den unterschiedlichen Aufwand hin. Sie zitiert in der Biografie ausführlich aus seinen zahlreichen Briefen an seine Freunde - insbesondere an seinen engsten Kollegen Vaughan Williams - und stützt sich auf ihre persönlichen Erinnerungen an Holsts spätere Jahre. Des Weiteren führte sie persönliche Gespräche mit Freunden und Familie, um ein tieferes Verständnis von Holsts Leben und seiner Musik zu erhalten.

## Holsts Beitrag zur Förderung der Werke ihres Vaters
Viele Werke komponierte sie für bestimmte Anlässe, Musiker oder Ensembles und daher waren Aufführungsmöglichkeiten im Vorhinein begrenzt. Sie bemühte sich jedoch nie aktiv um die Aufführung ihrer eigenen Werke, da sie den Fokus voll und ganz auf die Förderung der Werke ihres Vaters legte.
„Nach dem Tod von Gustav Holst im Jahr 1934 schlüpfte sie in die Rolle einer universellen Ansprechpartnerin und Beraterin in Sachen Gustav Holst und seine Musik.“ Zusammen mit dem Komponisten Colin Matthews gab sie wissenschaftliche Ausgaben der Werke ihres Vaters heraus (darunter vier Bände mit Faksimiles) und erstellte einen thematischen Katalog (A Thematic Catalogue of Gustav Holst’s Music, 1974).
Zu der Frage, warum sie ihr ganzes Leben nach der Förderung der Werke ihres Vaters ausrichtete, steht vor allem eine Theorie im Vordergrund: Wahrscheinlich wollte Imogen Holst ihre Schuld schmälern, da sie der Meinung war, ihren Vater Gustav Holst gegen Ende seines Lebens zumindest aus ihrer Sicht vernachlässigt zu haben.
Es steht außer Frage, dass Holst ihren Vater musikalisch verehrte; sie sah in ihm den Mann, der den Grundstein der englischen Musikrenaissance gelegt hatte. Insgesamt lässt sich feststellen, dass Gustav Holsts Musik durch Imogen Holst ein großes Wiederaufleben erfuhr.

## Veröffentlichungen
- Imogen Holst: Das ABC der Musik. Grundbegriffe, Harmonik, Formen, Instrumente. Mit einem Vorwort von Benjamin Britten. Englische Originalausgabe 1963, übersetzt von Meinhard Saremba. 7. Auflage. Reclam Sachbuch, ISBN 978-3-15-018681-7.

(Die folgende Liste ist der englischen Wikipedia entnommen)
- Gustav Holst: A biography. Oxford University Press, London 1938, OCLC 852118145 (englisch). (Neuauflage 1969).
- The Music of Gustav Holst. Oxford University Press, London 1951, OCLC 881989 (englisch). (revidierte Ausgaben 1968 und 1985, letztere mit Zusatz Holst’s Music Reconsidered).
- The Book of the Dolmetsch Descant Recorder. Boosey & Hawkes, London 1957, OCLC 221221906 (englisch).
- The Story of Music („The Wonderful World“ Serie). Rathbone, London, OCLC 2182017 (englisch). (Coauthor Benjamin Britten).
- Heirs and Rebels: Letters Written to Each Other, and Occasional Writings on Music by Ralph Vaughan Williams and Gustav Holst. Oxford University Press, London 1959, OCLC 337514 (englisch). (Coautorin Ursula Vaughan Williams).
- Henry Purcell, 1659–1695: Essays on his Music. Oxford University Press, London 1959, OCLC 602569 (englisch). (Hrsg.).
- Henry Purcell: The Story of his Life and Work. Boosey & Hawkes, London 1961, OCLC 1200203 (englisch).
- Tune. Faber & Faber, London 1962, OCLC 843455729 (englisch)..
- An ABC of Music: a Short Practical Guide to the Basic Essentials of Rudiments, Harmony, and Form. Oxford University Press, Oxford 1963, ISBN 0-19-317103-1 (englisch).
- Your Book of Music. Faber & Faber, London 1964, OCLC 170598 (englisch).
- Bach („Great Composers“ Serie). Faber & Faber, London 1965, OCLC 748710834 (englisch).
- Britten („Great Composers“ Serie). Faber & Faber, London 1966, OCLC 243904447 (englisch).
- Byrd („Great Composers“ Serie). Faber & Faber, London 1972, ISBN 0-571-09813-4 (englisch).
- Conducting a Choir: a Guide for Amateurs. Oxford University Press, London 1973, ISBN 0-19-313407-1 (englisch).
- Holst („Great Composers“ Serie). Faber & Faber, London 1974, ISBN 0-571-09967-X (englisch). (Neuauflage 1981)
- A Thematic Catalogue of Gustav Holst’s Music. Faber Music, in conjunction with G & I Holst Ltd, London 1974, ISBN 0-571-10004-X (englisch).

Imogen Holst schrieb zwischen 1935 und 1984 auch zahlreiche Artikel, Pamphlete, Aufsätze, Einführungen und Programmeinführungen.

## Werkliste
(S = Sopran; A = Alt; T = Tenor; B = Bass)

### 1. Original Kompositionen
| Genre              | Jahr | Titel                                                                    | Forces (instrumental und vocal)                                                     | Bemerkungen                                                           |
| ------------------ | ---- | ------------------------------------------------------------------------ | ----------------------------------------------------------------------------------- | --------------------------------------------------------------------- |
| Kammermusik        | 1918 | Sonata in D minor                                                        | Violine, Viola, Cello and Klavier                                                   | Opus 1 (nur die ersten vier Werke sind nummeriert)                    |
| Unaccompanied tune | 1918 | Four English Christmas Carols                                            |                                                                                     | Opus 2                                                                |
| Instrumental       | 1918 | Duet                                                                     | Viola und Klavier                                                                   | Opus 3                                                                |
| Instrumental       | 1920 | The Masque of the Tempest                                                | Flöte, Klarinette, Triangel und Streicher                                           | Opus 4                                                                |
| Choral             | 1921 | Arrangement: „Resonet in Laudibus“                                       | Stimmen unisono und kleines Orchester                                               |                                                                       |
| Choral             | 1925 | An Essex Rhapsody                                                        | gemischter Chor und Orchester                                                       |                                                                       |
| Vocal              | 1925 | Three songs (words: Walter de la Mare)                                   | gemischte Stimmen, zwei Violinen und Cello                                          |                                                                       |
| Vocal              | 1926 | Two Four-part Rounds                                                     | Unbegleitete Stimmen                                                                |                                                                       |
| Vocal              | 1926 | „Weathers“ (song) (Text: Thomas Hardy)                                   | Stimme solo und Klavier                                                             |                                                                       |
| Instrumental       | 1926 | Theme and variations                                                     | Klavier                                                                             |                                                                       |
| Choral             | 1927 | Mass in A minor                                                          | Chor SSATB                                                                          |                                                                       |
| Instrumental       | 1927 | Suite in F: „Allegro assai“                                              | Streicher                                                                           |                                                                       |
| Orchestral         | 1927 | Suite: „Moderato“                                                        | Kleines Orchester                                                                   |                                                                       |
| kammermusik        | 1928 | Quintet                                                                  | Oboe und Streicher                                                                  |                                                                       |
| Instrumental       | 1928 | Sonata in G                                                              | Violine und Klavier                                                                 |                                                                       |
| Kammermusik        | 1928 | Phantasy                                                                 | Streichquartett                                                                     |                                                                       |
| Kammermusik        | 1928 | Suite                                                                    | Flöte, Oboe, Klarinette, Fagott                                                     |                                                                       |
| Orchestral         | 1929 | Overture: Persephone                                                     | Orchester                                                                           |                                                                       |
| Orchestral         | 1929 | Suite: The Unfortunate Traveller                                         | Brassband                                                                           |                                                                       |
| Instrumental       | 1930 | Suite: The Unfortunate Traveller                                         | Streicher                                                                           | Arrangement einer Suite für Blaskapelle (1929)                        |
| Choral             | 1930 | „What Man is He“                                                         | Chorus SATB und Orchestra                                                           | Text aus Wisdom IX: 13–17                                             |
| Ballet             | 1930 | Meddling in Magic                                                        | Orchester                                                                           |                                                                       |
| Instrumental       | 1930 | Suite                                                                    | Viola allein                                                                        |                                                                       |
| Kammermusik        | 1930 | Sonata                                                                   | Violine und Cello                                                                   |                                                                       |
| Orchestral         | 1932 | Morris Suite                                                             | Kleines Orchester                                                                   |                                                                       |
| Instrumental       | 1934 | Five Short Airs on a Ground                                              | Flöten                                                                              |                                                                       |
| Instrumental       | 1934 | Five Short Pieces                                                        | Klavier                                                                             |                                                                       |
| Instrumental       | 1934 | Six Pictures from Finland                                                | Solo Klavier                                                                        |                                                                       |
| Choral             | 1934 | Wedding Hymn: „Father in Thine Almighty Hand“ (Worte: Eleanor Spensley)  | Stimmen SATB                                                                        |                                                                       |
| Orchestral         | 1934 | Incidental music: The Song of Solomon                                    | Orchester                                                                           | Music for a Hollywood pageant                                         |
| Concertante        | 1935 | Concerto for violin and string orchestra                                 | Solo-Violine und Streicher                                                          | Basiert auf traditionellen irischen Melodien                          |
| Instrumental       | 1935 | Four Easy Pieces                                                         | Viola und Klavier                                                                   |                                                                       |
| Orchestral         | 1935 | On Westhall Hill                                                         | Kleines Orchester                                                                   |                                                                       |
| Choral             | 1935 | Carol: „My Bairn, Sleep Softly Now“ (Anon.)                              | Frauenstimmen (SSSAA)a cappella oder Sopran und Flöten                              |                                                                       |
| Instrumental       | 1936 | Canons                                                                   | Gemischte Flöten                                                                    |                                                                       |
| Vocal              | 1936 | „Fly Away Over the Sea“ (Worte: Christina Rossetti)                      | Zwei Soprane und Klavier                                                            |                                                                       |
| Vocal              | 1936 | Canon: „Great Art Thou, O Lord“                                          | Fünf gleiche Stimmen a cappella                                                     |                                                                       |
| Vocal              | 1936 | „Lady Daffadowndilly“ (words: Christina Rossetti)                        | gemischte Stimmen und Klavier                                                       |                                                                       |
| Choral             | 1936 | „Now Will I Weave White Violets“ (Worte: Meleager of Gadara)             | Frauenstimmen (SSA)                                                                 |                                                                       |
| Choral             | 1937 | Incidental music: Nicodemus                                              | Chor und Orchester                                                                  |                                                                       |
| Instrumental       | 1937 | 12 Songs for Children (piano accompaniments)                             | Klavier                                                                             |                                                                       |
| Vocal              | 1937 | „Little Thinkest Thou, Poore Flower“ (words: John Donne)                 | Stimme und Klavier                                                                  |                                                                       |
| Instrumental       | 1939 | „Prelude and Dance“                                                      | Klavier                                                                             |                                                                       |
| Orchestral         | 1939 | Eothen Suite                                                             | Kleines Orchester                                                                   |                                                                       |
| Choral             | 1940 | „The Cherry Tree Carol“                                                  | SATB a cappella                                                                     |                                                                       |
| Instrumental       | 1940 | Six Shakespeare songs                                                    | Blockflöten-Trio                                                                    |                                                                       |
| Choral             | 1940 | „A Hymne to Christ“ (words: John Donne)                                  | Chor SATB a cappella                                                                |                                                                       |
| Chamber            | 1941 | Offley Suite                                                             | Blockflöten-Trio                                                                    |                                                                       |
| Instrumental       | 1941 | Deddington Suite                                                         | Blockflöten-Trio                                                                    |                                                                       |
| Kammermusik        | 1942 | Serenade                                                                 | Flöte, Viola und Fagott                                                             |                                                                       |
| Instrumental       | 1943 | Suite                                                                    | Streichorchester                                                                    |                                                                       |
| Choral             | 1943 | Three Psalms                                                             | Chor SSAATB und Streicher                                                           |                                                                       |
| Instrumental       | 1943 | Theme and variations                                                     | Solo Violine                                                                        |                                                                       |
| Concertante        | 1944 | Oboe concerto                                                            | Oboe und Orchester                                                                  |                                                                       |
| Kammermusik        | 1944 | First String Trio                                                        | Violine, Viola, Cello                                                               |                                                                       |
| Choral             | 1944 | Five songs (words: Anon., Robert Herrick, John Donne)                    | Stimmen SSSAA                                                                       |                                                                       |
| Vocal              | 1944 | Four Songs (words: Tottel's Miscellany)                                  | Sopran und Klavier                                                                  |                                                                       |
| Choral             | 1945 | Hierusalem (words: Tottel's Miscellany)                                  | Achtstimiger Frauenchor                                                             |                                                                       |
| Oper               | 1945 | Young Beichan (libretto: Beryl de Zoete)                                 | Solisten, Chor und Orchester                                                        | Marionettenoper in sieben Szenen                                      |
| Instrumental       | 1945 | Offley Suite                                                             | Streicher                                                                           | Arrangement für Klavieranfänger und Anfänger-Streicherklasse          |
| Instrumental       | 1946 | Duet for treble recorders                                                | Duett für gemischte Blockflöten                                                     |                                                                       |
| Instrumental       | 1946 | Six Canons                                                               | Violinen                                                                            | Übungen für Violine                                                   |
| Choral             | 1946 | Anthem: „How Manifold are thy Works“                                     | Chor, unspezifiziert                                                                |                                                                       |
| Choral             | 1946 | Four Canons for Winsome                                                  | Female voices                                                                       | Für Winsome Bartlett, Kollege von IH in Dartington                    |
| Kammermusik        | 1946 | String Quartet No. 1                                                     | Streichquartett Nr. 1                                                               |                                                                       |
| Choral             | 1947 | Birthday Canon for Winsome: „Open me the gates of righteousness“         | Stimmen SATB                                                                        |                                                                       |
| Choral             | 1947 | Birthday Part-Song for Winsome: „The lopped tree in time may grow again“ | Stimmen SSAA                                                                        |                                                                       |
| Vocal              | 1948 | Round: „I stand as still as any stone“                                   | Vier Stimmen (unspezifiziert)                                                       |                                                                       |
| Chamber            | 1949 | String quartet No. 2                                                     | Streichquartett Nr. 2                                                               |                                                                       |
| Vocal              | 1950 | Incidental music, Prometheus (words: Aeschylus)                          | Stimmen (unspezifiziert) und Viola                                                  |                                                                       |
| Choral             | 1950 | Six part-songs: Welcome Joy and Welcome Sorrow                           | Stimmen SSA und Harfe (oder Klavier)                                                |                                                                       |
| Opera              | 1951 | Benedick and Beatrice                                                    | Solisten, Chor und Orchester                                                        | Oper in einem Akt, basierend auf Figuren (Charaktere) von Shakespeare |
| Choral             | 1955 | Motet: „Lavabo inter innocentes“                                         | Stimmen SSSAA                                                                       |                                                                       |
| Instrumental       | 1962 | The Fall of the Leaf: three short studies on a 16th-century tune         | Cello allein                                                                        |                                                                       |
| Choral             | 1962 | „The Twelve Kindly Months“ (Worte: Thomas Tusser)                        | Stimmen SSA                                                                         |                                                                       |
| Instrumental       | 1962 | Variations on „Loth to Depart“                                           | Streichquartett und zwei Streichorchester                                           |                                                                       |
| Instrumental       | 1962 | String Trio No. 2                                                        | Violine, Viola and Cello                                                            |                                                                       |
| Choral             | 1964 | „As Laurel Leaves That Cease Not to Be Green“ (from Tottel’s Miscellany) | Stimmen SSA                                                                         |                                                                       |
| Choral             | 1964 | „That Lord that Lay in Asse Stall“                                       | Stimmen SATB                                                                        |                                                                       |
| Choral             | 1965 | Carol: „Make Ye Merry For Him That Is To Come“                           | Stimmen SSATB                                                                       |                                                                       |
| Choral             | 1965 | „Not Unto Us O Lord“                                                     | Zwei gemischte und hohe Chöre (stimmt Übersetzung?), Orgel, optional Röhren-Glocken |                                                                       |
| Choral             | 1965 | Cantata: The Sun’s Journey                                               | Sopran- und Altchöre, kleines Orchester (oder Klavier)                              |                                                                       |
| Orchestral         | 1965 | Triannon Suite                                                           | Orchester                                                                           |                                                                       |
| Instrumental       | 1966 | Fanfare for the Grenadier Guards                                         | Drei Trompeten, Horn, zwei Posaunen                                                 |                                                                       |
| Instrumental       | 1966 | Fanfare for Thaxted                                                      | Zwei Trompeten, Flöte, Glocken                                                      |                                                                       |
| Instrumental       | 1967 | Leiston Suite                                                            | Bläserquartett                                                                      |                                                                       |
| Instrumental       | 1968 | Duo                                                                      | Viola und Klavier                                                                   |                                                                       |
| Choral             | 1968 | „Out of Your Sleep arise and Wake“                                       | Chor SSATTB a cappella                                                              |                                                                       |
| Instrumental       | 1969 | Badingham Chime                                                          | Handglocken                                                                         |                                                                       |
| Orchestral         | 1969 | Theme and seven variations: The Glory of the West                        | Brassband                                                                           |                                                                       |
| Orchestral         | 1969 | Woodbridge Suite                                                         | Orchester                                                                           |                                                                       |
| Instrumental       | 1970 | Fantasia on Hampshire Folk Tunes                                         | Streichorchester                                                                    |                                                                       |
| Instrumental       | 1972 | Iken Fanfare                                                             | Schul-Blaskapelle                                                                   |                                                                       |
| Choral             | 1972 | „Hallo My Fancy, Whither Wilt Thou Go“ (words: William Cleland)          | SSTBB und Countertenor                                                              |                                                                       |
| Vocal              | 1974 | „Farewell to Rod“                                                        | Solo Stimme und Continuo                                                            |                                                                       |
| Concertante        | 1976 | Joyce’s Divertimento                                                     | Viola und Orchester                                                                 |                                                                       |
| Orchestral         | 1977 | Deben Calendar                                                           | Orchester                                                                           |                                                                       |
| Instrumental       | 1980 | February Welcome                                                         | Handglocken                                                                         |                                                                       |
| Vocal              | 1980 | A Greeting                                                               | Zwei Soprane, Mezzosopran und Klavier                                               |                                                                       |
| Vocal              | 1982 | „Song for a Well-Loved Librarian“                                        | Sopran, Mezzosopran, Tenor und Bariton                                              | Gewidmed Fred Ferry, librarian to the Britten-Pears Library baritone  |
| Chamber            | 1982 | String Quintet                                                           | Streichquintett:zwei Violinen, Viola, zwei Celli                                    |                                                                       |
| Vocal              | 1984 | Homage to William Morris                                                 | Bass Stimme und Streichbass                                                         |                                                                       |
| Instrumental       | 1984 | Recorder sextet                                                          | Sopranino, zwei Diskant-, zwei gemischte- und Tenorblockflöte                       |                                                                       |
| Instrumental       | 1984 | Concerto for recorder and string orchestra                               |                                                                                     |                                                                       |
| Instrumental       | 1984 | Duett                                                                    | Violine und Cello                                                                   |                                                                       |

### 2. Arrangements
| Genre        | Jahr | Titel                                                                   | Besetzung (Instrumental und vokal)                            | Bemerkungen                                                                      |
| ------------ | ---- | ----------------------------------------------------------------------- | ------------------------------------------------------------- | -------------------------------------------------------------------------------- |
| Instrumental | 1932 | First Book of Tunes for the Pipes                                       | Dudelsack                                                     | Gesammelt und arrangiert                                                         |
| Instrumental | 1933 | Selected 18th Century Dances                                            | Klavier                                                       | Gesammelt und arrangiert                                                         |
| Instrumental | 1933 | Second Book of Tunes for the Pipes                                      | Dudelsack                                                     | Gesammelt und arrangiert                                                         |
| Instrumental | 1933 | Two Scottish Airs                                                       | Cello und Klavier                                             |                                                                                  |
| Vocal        | 1934 | Four Oxfordshire Folk Songs                                             | Zwei Soprane und Klavier                                      |                                                                                  |
| Vocal        | 1934 | Four Somerset Folk Songs                                                | Zwei Soprane und Alt                                          |                                                                                  |
| Orchestral   | 1934 | Love in a Mist or The Blue-Haired Stranger                              | Orchester                                                     | Arrangiert nach einem Stück von Scarlatti                                        |
| Choral       | 1934 | Folk song: „Nowell and Nowell“                                          | Gemischte Stimmen                                             |                                                                                  |
| Vocal        | 1934 | Six Scottish Folk Songs                                                 | Gesang, Dudelsack und Klavier                                 |                                                                                  |
| Orchestral   | 1934 | Traditional Country Dances                                              | Orchester                                                     | Arrangiert für das Cecil Sharp House Orchestra und andere                        |
| Instrumental | 1935 | Four Folk Tunes from Hampshire                                          | Violinen und Klavier unisono                                  |                                                                                  |
| Orchestral   | 1935 | „Intermezzo“ aus der First Suite in E-flat von Gustav Holst             | Orchester                                                     | Orchesterarrangement                                                             |
| Choral       | 1935 | Folk song: „The Virgin Unspotted“                                       | Frauenstimmen (SSA) a capella                                 |                                                                                  |
| Instrumental | 1936 | Twelve Old English Dance Airs                                           | Dudelsack                                                     | Arrangements, aus Playfords English Dancing Master                               |
| Choral       | 1936 | „Wassail Song“                                                          | Männerchor a capella                                          | Arrangiert nach Gustav Holsts Version für gemischten Chor                        |
| Instrumental | 1937 | Six Old English Dances                                                  | Klavier                                                       | Arrangements, aus Playfords English Dancing Master                               |
| Choral       | 1937 | Folk song: „A Sweet Country Life“                                       | Gesang (SATB) a capella                                       |                                                                                  |
| Choral       | 1937 | Folk song from Hampshire: „The Cobbler“                                 | Gesang (SATB) a capella                                       |                                                                                  |
| Choral       | 1937 | „A Cornish Wassail Song“                                                | Gesang (SATB) a capella                                       |                                                                                  |
| Orchestral   | 1937 | Coronation Country Dances                                               | Brass Band                                                    | zusammen mit Gordon Jacob                                                        |
| Instrumental | 1937 | The Rival Sisters                                                       | Streicher, Holzbläser ad lib. und Percussion                  | Arrangement von Purcells Suite für kleines Orchester                             |
| Vocal        | 1938 | Pelham Humphrey: Three Songs (Pelham Humphrey)                          | Gesang und Klavier                                            |                                                                                  |
| Vocal        | 1938 | Ten Appalachian Folk Songs                                              | Gesang und Klavier                                            |                                                                                  |
| Choral       | 1940 | Six Traditional Carols (first set)                                      | Gesang (SSA)                                                  | Vollendet zwischen 1940 und 1946                                                 |
| Vocal        | 1940 | Pastoral scene: Nymphs and Shepherds                                    | Gesang (SSA), Streicher, Blockflöten ad lib.                  | Basierend auf Musik von Purcell                                                  |
| Choral       | 1940 | Dorset folk carol: „Come All You Worthy People“                         | Gesang (SSA)                                                  |                                                                                  |
| Instrumental | 1940 | Pelham Humphrey: Five airs                                              | Blockflötentrio                                               |                                                                                  |
| Vocal        | 1941 | Pelham Humphrey: Song „Nature’s Homily“                                 | Bariton und Klavier                                           |                                                                                  |
| Instrumental | 1942 | Handel's „As When the Dove“                                             | Continuo                                                      |                                                                                  |
| Instrumental | 1942 | A Bach Book for the Treble Recorder                                     | Altblockflöte                                                 | Ausgewählt und bearbeitet von Holst                                              |
| Vocal        | 1942 | Three Carols from Other Lands                                           |                                                               |                                                                                  |
| Choral       | 1943 | „Of a Rosemary Branch Sent“                                             | Gesang (SATB) und Streicher                                   |                                                                                  |
| Choral       | 1943 | Shropshire folk carol: „All Under the Leaves“                           | Gesang (SSA)                                                  | Auch unter dem Titel „The Seven Virgins“ bekannt                                 |
| Choral       | 1943 | Cornish folk-carol: „Cherry, Holly and Ivy“                             | Gesang (SATB)                                                 |                                                                                  |
| Choral       | 1945 | Bach's Cantata No. 79: „God the Lord is Son and Shield“                 | Gesang (SSA)                                                  |                                                                                  |
| Instrumental | 1945 | Purcell's The Tempest                                                   | Klavier, Flöte, Sopranblockflöte, Oboe, Klarinette, Streicher |                                                                                  |
| Orchestral   | 1945 | Three Somerset Folk Songs                                               | kleines Orchester                                             |                                                                                  |
| Instrumental | 1947 | British Folk Songs                                                      | Klavier                                                       |                                                                                  |
| Choral       | 1948 | Six Traditional Carols (Second set)                                     | Gesang (SSA)                                                  |                                                                                  |
| Choral       | 1949 | Gustav Holst: „Lullay my Liking“                                        | Gesang (SSA) und Sopran solo                                  |                                                                                  |
| Choral       | 1949 | Six Christmas Carols (Third set)                                        | Gesang (SSA und SSAA)                                         |                                                                                  |
| Instrumental | 1950 | Purcell: Four songs                                                     | Blockfötenensemble                                            |                                                                                  |
| Choral       | 1950 | „Greensleeves“                                                          | Gesang (SSA)                                                  |                                                                                  |
| Instrumental | 1950 | Purcell: Seventeen songs                                                | Klavier, zwei Violinen und Cello ad lib.                      |                                                                                  |
| Choral       | 1950 | Folk song: „I Must Live All Alone“                                      | Gesang (SSA)                                                  |                                                                                  |
| Instrumental | 1951 | Ten Indian Folk Tunes from the Punjab                                   | Sopranblockflöte                                              | Transkribiert von Holst und Prabhakar Chinchore                                  |
| Choral       | 1952 | Handel: L’Allegro, il Penseroso ed il Moderato                          | Gesang (gleiche Stimmen) mit Sopran und Alt solo ad lib.      |                                                                                  |
| Instrumental | 1952 | „Sellenger’s Round“                                                     | Streicher                                                     | Arrangement eines Satzes von Byrd                                                |
| Vocal        | 1953 | Daniel Purcell: „By What I’ve Seen I am Undone“                         | Gesang und Klavier                                            |                                                                                  |
| Vocal        | 1953 | Henry Carey: Four Songs                                                 | Gesang und Klavier                                            |                                                                                  |
| Orchestral   | 1954 | Britten: „March from the Courtly Dances sequence in Gloriana“           | Orchester                                                     | Orchesterarrangement                                                             |
| Vocal        | 1954 | Britten: Second Lute Song of Earl of Essex, from Gloriana               | Gesang und Klavier                                            |                                                                                  |
| Choral       | 1955 | Britten: Choral Dances from Gloriana                                    | Tenor solo und Chor (SATB)                                    |                                                                                  |
| Instrumental | 1955 | Bach: A Christmas Canon                                                 | Blockflötenquartett                                           |                                                                                  |
| Vocal        | 1955 | Handel: „For Ever Blessed Be Thy Holy Name“                             | Gesang und Klavier                                            |                                                                                  |
| Choral       | 1955 | Folk song: „O Can Ye Sew Cushions“                                      | Gesang (SSA) und Klavier                                      | Aus Brittens Folk Song arrangements Vol. 1                                       |
| Choral       | 1955 | Six Scottish Songs                                                      | Gesang (SSA) a capella                                        |                                                                                  |
| Choral       | 1955 | Traditional Songs of Scotland                                           | Gesang (SSA) a capella                                        |                                                                                  |
| Vocal        | 1955 | Arne: „Under the Greenwood Tree“                                        | Gesang und Klavier                                            |                                                                                  |
| Vocal        | 1956 | Sea shanty: „Sally Brown“                                               | Gesang und Blockflöten                                        |                                                                                  |
| Opera        | 1956 | Venus and Adonis                                                        |                                                               | Original von John Blow, arrangiert für das Aldeburgh Festival                    |
| Choral       | 1957 | „Singing for Pleasure“                                                  | Frauenstimmen                                                 | Sammlung von Liedern                                                             |
| Choral       | 1958 | Six Traditional Carols (Fourth Set)                                     | Gesang (SSA und SSAA) a capella                               |                                                                                  |
| Choral       | 1959 | „A Jubilee Book of English Folk Songs“                                  | Gesang unisono und Klavier                                    | Sammlung von Liedern                                                             |
| Choral       | 1959 | Ten songs from John Wilson's Cheerfull Ayres and Ballads (1659)         | Gesang (SSA)                                                  |                                                                                  |
| Instrumental | 1960 | Fifty Bach tunes                                                        | Blockflöte                                                    | Arrangiert nach den Originalen                                                   |
| Instrumental | 1960 | Ten Bach tunes                                                          | Blockflöte                                                    | Arrangiert nach den Originalen                                                   |
| Choral       | 1960 | A Yacre of Land: 16 folksongs from collection of Ralph Vaughan Williams | Gesang unisono und Klavier, oder Gesang a capella             | Gemeinsam mit Ursula Vaughan Williams                                            |
| Vocal        | 1961 | Nineteen Songs from Folk Songs of Europe, ed. Maud Karpeles             | Gesang und Klavier                                            |                                                                                  |
| Choral       | 1961 | Tunes from Kentucky                                                     | Gleiche Stimmen und Juniororchester                           |                                                                                  |
| Choral       | 1962 | Heinrich Schütz: The Passion According to St John                       | Solisten und Chor a capella                                   | Gemeinsam mit Peter Pears                                                        |
| Choral       | 1964 | Scottish Traditional Song: „A Wee Bird Cam' to Our Ha'Door“             | Gesang (SATB)                                                 |                                                                                  |
| Choral       | 1965 | The Passion According to St Luke                                        | Gesang a capella                                              | Zur Aufführung eingerichtet nach Manuskripten aus dem 15. Jahrhundert            |
| Choral       | 1965 | Heinrich Schütz: The Passion According to St Matthew                    | Solisten und Chor a capella                                   | Gemeinsam mit Peter Pears                                                        |
| Vocal        | 1966 | Thomas Tudway: „I Will Lift Up Mine Eyes“                               | Sopran und Continuo                                           |                                                                                  |
| Choral       | 1966 | George Kirbye: „O Jesu, Look“                                           | Gesang (SSATB)                                                |                                                                                  |
| Opera        | 1967 | Purcell: The Faerie Queen (shortened version)                           | Solisten, Chor und Orchester                                  | Für die Aufführung eingerichtet von Holst, Peter Pears und Benjamin Britten      |
| Choral       | 1967 | Bach: The Passion According to St John                                  | Solisten, Chor und Orchester                                  | Bearbeitet von Benjamin Britten and Holst; Englische Übersetzung von Peter Pears |
| Orchestral   | 1967 | Lully: Suite from Persée                                                | Orchester                                                     | Bearbeitet von Holst und Emanuel Hurwitz                                         |
| Vocal        | 1967 | Three Carol Arrangements                                                | Drei gleiche Stimmen a capella                                |                                                                                  |
| Vocal        | 1967 | Twenty Traditional British Folk Songs                                   | Gesang a capella                                              |                                                                                  |
| Choral       | 1968 | Purcell: Wedding anthem, „How Blest Are They“                           | Gemischter Gesang, Sopran und Bass solo                       | Gemeinsam mit Philip Ledger                                                      |
| Choral       | 1969 | Purcell: „Remember Not, O Lord“                                         | Männerchor                                                    |                                                                                  |
| Instrumental | 1970 | William Byrd: „Browning“                                                | Violine, zwei Violas und zwei Celli                           |                                                                                  |
| Choral       | 1970 | English folk song: „Gypsy Davy“                                         | Chor a capella                                                | Als Ballade bearbeitet                                                           |
| Vocal        | 1978 | Pelham Humphrey and John Blow: „A Dialogue Between Two Penitents“       | Zwei Tenöre und Continuo                                      |                                                                                  |
| Instrumental | 1981 | Seventeenth-century traditional English dance: „About Ship“             | Klavierduett                                                  |                                                                                  |
| Instrumental | 1983 | Seven tunes by Gustav Holst                                             | Klavier                                                       | Arrangiert als einfache Klavierausgabe                                           |

### 3. Aufnahmen
- CD: Messe a-Moll etc, Choir of Clare College, Cambridge, The Dmitri Ensemble, Graham Ross, 2013, harmonia mundi HMH 907576.
- CD: Streichquartett Nr. 1, zusammen mit Quartetten von B. Britten u. a., 1993.
- »Phantasy«-Quartett, Aufführung BBC Proms 19. August 2013.